# 可持续性创业
可持续性创业（英語：Sustainopreneurship）这一概念来自于对于早期的公益性创业和生态性创业的概念发展，由词组“sustainability entrepreneurship”复合而成。这一概念指：把创造社会和环境的可持续性作为战略目标和战略意图，使用充满创造力的商业组织去解决可持续发展相关的问题。同时，在此过程中为了维护生命维持系统（生命保障系统）而去尊重各种已设立的界限。换句话说，这是一种有目标的商业行为——通过开展可持续性方面的革新，将这个世界性问题变成了商机，简言之，以可持续性发展为目标的创业和创新。

## 定义
这个定义在一个同行审议的文章中首次引入，其含义有：
1. 开展可持续创新，企业家精神和创新的可持续性。
2. 可持续性的企业家创业和企业内创业的简称。
3. 关注于一个或者更多的问题（世界、社会、与可持续性相关的）寻找、挑选、或者创造出一个新方法来解决问题。并通过建立一个高效的组织把创新引入市场。通过（将一种旧方式进行全新的深刻的转变）责任型或者事业型的可持续性企业增加生态、经济、社会价值和收益，经过非物质化和重新适应社会化而对无形的价值和收益更有所偏向。价值增加的同时，也保存、储藏了或者最终增加了潜在可用的资本存量，这也是为了保存一种能力，即满足利益相关者当前和即将产生的需求。

## 概念性开发
企业界在建立可持续社会中一直被视为中坚力量，尤其是在改革与创新方面，正如Robinson（2004:378）所说：
“除了跨领域结合外，可持续性也要在不同部门，不同利益等方面结合。很显然，各政府没有意愿，也没有能力独自实现可持续性。作为带动全球经济运筹的火车头，同时也是创新、变革和创业精神的主要源头，私营部门一定要不遗余力地参与到可持续性事业中来。”
在强调为全球商业活动的可持续性做出更大影响中，可持续性创业作为候选项。可持续性创业概念一词在2000年被首次提出，随着对环境的逐渐关注，与工业调整相关联的先进的改革管理方法。在2003年，随着相关出版刊物的发行，此观念现象得到进一步发展，并在2006年由Anders Abrahamansson作出尝试性释义。Anders在其博士论文中对该词汇的定义进行了实证检验，根据相关法律规定所作的研究证实了，与自动民族志材料中的意思相比，Anders所作的解释与实验中的现象相吻合。在2007年出版的一份报告证明，未来研究所面临的挑战更大，并在2008年9月出版的书中，有一章更深刻的研究。
总的来说，与其被认为是一个笼统的社会性过程，不如说创业本身已经不再仅仅是一个经济现象。在概念结构形成之前是工艺创业和生态创业的两条线路，仅处理可持续性的社会空间和生态空间问题。最初带有公益创业性质的协会也建立了非盈利性风险投资和慈善会，发表具有改革性意义的讲话并解决社会问题，不过生态创业最初主要是解决环境问题。参见生态创业的原则。
概念性开发的这两条路线都被采取整合并入到目前所建议的概念构想中，而两种概念的区别为——可持续性创业是根据宪法通过盈利组织运作，但盈利并不作为其主要驱动力。可持续性创业风险投资顾全大局，同时对来自生态和社会方面的挑战，也达到了其所要求的目的和工序。

### 三个主要方面
需要通过三个不同的方面对可持续创业的定义加以强调，这三个方面同时存在于可持续创业所体现的实际（相互间）行动中。第一个方面着力解释“为什么”，即目的和动机。第二个方面和第三个方面反映的都是“如何做”，即过程。
1. 可持续创业有意识地为持续性相关问题的解决寻找并／或创造创新性
指导行动特别是形成风险结构前创业初期阶段的行动、并能正式化成为机构化的企业实体的自觉使命是谨慎地为可持续性议程相关的问题找到可行的创新性解决方法。这是将企业活动以及行为标识的可持续创业和一般的企业活动（具有原因导向的意图，它是企业活动的核心动机、目的和驱动力所在）区别开来的关键所在。为确定并理解持续性问题的含义，全球可持续性发展历程中的中心来源被确认出来，这样做能指引我们明白实际中可持续性从实践和经营角度来说的含义。不同来源产生的结果总结在可持续性相关问题的列表中，由议程21、定义出千年发展目标的千年宣言（两者均是2000年在纽约举办的千年峰会取得的成果）以及WSSD实施计划（在2002年在约翰内斯堡举行的可持续发展的世界峰会上确定）中记录的政治行动计划所确定。将所述来源综合而得到的这个列表列出了出现相关问题并需要加以解决的区域、要达成的目标和将创造的价值：
- 贫穷
- 饮水和卫生
- 健康
- 教育／扫盲
- 可持续生产和消费模式
- 气候变化和能源系统
- 化学制品
- 城市化
- 生态系统、生物多样性和土地使用
- 海洋资源的利用
- 食品和农业
- 贸易公平
- 社会稳定、民主和善政
- 和平和安全

2. 可持续创业意味着通过创新组织找到对市场问题的解决方法
上述列表可能会让人感到很沮丧。然而，当编出这样一个可持续性相关问题的列表并对其进行思考时，一个基本的需要保持的态度就是避免丧失信心、陷入绝望情绪。极其重要的是，将议程看作对企业的挑战，即将问题看作可能性，将障碍看作机会，将阻力看作资源，不管阻力的性质如何。如果是通过创造性来产生解决方法，同等重要的是以一种有创造性的创新方法将它带入市场。在这一方面，我同意的看法是所有的描述和对企业的一般性描述没有任何区别，这样说很自然，因为可持续创业的说法是一个概念上的延展，产生于创业这种社会现象，因此，可持续创业具有创业的已知的关键方面之一，即“创业可以作为创造性组织行为”。市场而不是社会的概念也用到了，因为这暗示着企业建立，即清楚在之前提到的合弄结构中的地位和角色的可持续企业。在为市场带来新事物的同时，也为社会和我们共享的物理环境带来新事物。
3. 进行中的可持续创业为生命支持系统增加了持续性价值
人们以明确意识到，（经济）市场是嵌在社会环境中的子系统，而社会环境又反过来构成生态环境的一部分。这样的意识自然、不言而喻能使可持续创业团队最大化其和进行中的生命支持系统之间的和谐性。令人高兴和骄傲的是，可持续发展的一般定义的缩影存在于风险企业中。简而言之，在目前和未来的利益相关者的需求方面，可持续发展的一般定义遵从WCED的定义，其具有世界历史观，可以指导每天的（相互间）行动。

### 可持续的创业与可持续性创业
以上三个层面的区别所导致概念上的模糊之处，这里需要做进一步解释，也就是可持续的创业和可持续性创业之间的区别。从这个角度来看，一个重要的不同之处在于概念的创立。可持续性创业中的可持续性，指的是在创业活动中有意运用（独创性的）商业组织结构，旨在解决于持续性相关问题，也就是所谓的“目的商业”，使得商业活动由问题制造者转变为问题解决者。而可持续的创业仅仅是一个宽泛的创业过程。这类创业过程虽然考察了商业发展的持续性，却没有明确的投资目的、缘由及目标。策略性意向和商业创意本身并不一定同可持续性相关联，可持续性仅仅作为创业过程中的一项“附件”。这其中，第二及第三个层面得以体现，第一个层面未能体现。相反的，可持续性创业却以此作为生存和策略性目标的根本，用以解决与持续性相关的问题。这意味着以上三个层面并存，即通过创意性的组织，把可持续性的商业创意带入市场，同时确保在这过程中不忽视后备系统。

## 未来发展
上文已经提到过，就目前的情况看，对未来发展的研究是很有必要的。最主要的一点是，在理论上，需要有一个更深层次的研究。通过运用分类案例，整理条目的方式，为可持续性创新—这一可持续性创业的核心部分—建立一个更细致的分类和框架。在各种所谓的行话，方式，方法和缩写等等术语过度泛滥的今天，可持续性创业这个概念还需要一个更详尽的描述，以契合范围更大的“可持续性商业案例”的创意领域。人们还必须说明，为什么这个概念能够增加财富。
人们提倡将研究成果运用到实际中，明确困难和制度上的阻碍，以及解决方法。例如，持续性创业的促进因素，预期研究工具，实施条件及方式等等。可持续性创业的适用领域有待进一步考量。研究人员推荐的研究方法包括有制定权的研究及开放空间科技，因为他们能迅速为股东带来利益，并且他们的自身性质也决定了他们对可持续性创业能够运用和获利的领域保持一定的敏感度。这个过程当中，除了关注‘如何’去做这个问题，更重要的是以明晰的合作和解决问题为导向，通过合作和对话去解决所谓的那个“大问题”。此类话题和议题已经得到详尽地阐述，而重要的是吸引可靠的，有发展前景的力量去进一步开拓这个领域， 希望能够以此打破在这个理念上利益相关者过去不合作的状态。不论是从理念上，相关的实践，抑或是运用方面的互动上，都能够激发出合作的智慧，更深刻的理解这个概念的含义。一个为此目的而成立的组织ÆREAS(i)已经开始起步。
其他的将可持续性与创业联系在一起的经过同行评审的论文还有Pearce、Grafman、Colledge和Legg合著的杠杆信息技术，社区创业，和环球合作中的可持续发展（页面存档备份，存于）。